# Paz (satellit)
Paz (spanska för "fred") är Spaniens första spionatellit. Den sköts upp av SpaceX den 22 februari 2018 av. Satelliten drivs av Hisdesat. Paz kallades tidigare SEOSAR (Satélite Español de Observación SAR).
Den kommer bland annat att användas för övervakning av sjöfarten.